# روبرت د. فريمان
روبرت د. فريمان (بالإنجليزية: Robert D. Freeman)‏ هو سياسي أمريكي، ولد في 20 نوفمبر 1921، وتوفي في 17 ديسمبر 2001. حزبياً، نشط في الحزب الديمقراطي.